# Listă de actori - B
|  | Listă de actori \| \| Listă de actori - B \| Liste alfabetice de actori și actrițe \| Listă de actrițe A - B - C - D - E - F - G - H - I - J - K - L - M - N - O - P - Q - R - S - T - U - V - W - X - Y - Z |

## Actori - B
| - Gus Backus (* 1937) - Jim Backus (1913 - 1989) - Kevin Bacon (* 1958) - Harry Baer (* 1947) - Alec Baldwin (* 1958) - Stephen Baldwin (* 1966) - William Baldwin (* 1963) - Martin Balsam (1919 - 1996) - Ewald Balser (1898 - 1978) - Gerd Baltus (* 1932) - Simon Baker (* 1969) - Eric Bana (* 1968) - Antonio Banderas (* 1960) - Ian Bannen (1928 - 1999) - Javier Bardem (* 1969) - Lex Barker (1919 - 1973) - Gene Barry (* 1919 - 2009) - John Barrymore (1882 - 1942) - Lionel Barrymore (1878 - 1954) - Rainer Basedow (* 1938) - Richard Basehart (1914 - 1984) - Albert Bassermann (1867 - 1952) - Alan Bates (1934 - 2003) - Heinz Baumann (* 1928) - Hans Baur (1910 - 1986) - Stanley Baxter (* 1928) - Gustl Bayrhammer (1922 - 1993) - Ned Beatty (* 1937) - Warren Beatty (* 1937) - Ben Becker (* 1964) - Rolf Becker (* 1935) - Friedrich G. Beckhaus (* 1927) - Harry Belafonte (* 1927) - Ralph Bellamy (1904 - 1991) - Jean-Paul Belmondo (* 1933) - James Belushi (* 1954) - John Belushi (1949 - 1982) - Wilhelm Bendow (1884 - 1950) - Roberto Benigni (* 1952) - Richard Benjamin (* 1938) | - Heinz Bennent (* 1921) - Martin Benrath (1926 - 2000) - Wes Bentley (* 1978) - Jack Benny (1894 - 1974) - Helmut Berger (* 1944) - Tom Berenger (* 1949) - Milton Berle (1908 - 2002) - Edgar Bessen (* 1933) - Pierre Besson (* 1967) - Claus Biederstaedt (* 1928 - Josef Bierbichler (* 1948) - Edward Binns (1916 - 1990) - Willy Birgel (1891 - 1973) - Mihai Bisericanu (* 1962) - Bill Bixby (1934 - 1993) - Colin Blakely (1930 - 1987) - Hans Christian Blech (1925 - 1993) - Moritz Bleibtreu (* 1971) - Bernard Blier (1916 - 1989) - Orlando Bloom (* 1977) - Karl-Heinz Böhm (* 1928) - Lloyd Bochner (1924 - 2005) - Herbert Bötticher (* 1928) - Jim Boeven (* 1961) - Dirk Bogarde (1921 - 1999) - Humphrey Bogart (1899 - 1957) - Eric Bogosian (* 1953) - Hark Bohm (* 1939) - Curt Bois (1901 - 1991) - Horst Bollmann (* 1925) - Richard Boone (1917 - 1981) - Oliver Bootz (* 1971) - Ernest Borgnine (* 1917 - 2012) - Dieter Borsche (1909 - 1982) - Timothy Bottoms (* 1951) - Bourvil (1917 - 1970) - Kurt Böwe (1929 - 2000) - David Bowie (* 1947) - Stephen Boyd (1928 - 1977) | - Charles Boyer (1897 - 1978) - Peter Boyle (1935 - 2006) - Kenneth Branagh (* 1960) - Marlon Brando (1924 - 2004) - Claude Brasseur (* 1936) - Pinkas Braun (* 1923) - Rossano Brazzi (1916 - 1994) - Beppo Brem (1906 - 1990) - Walter Brennan (1894 - 1974) - Pierre Brice (1929 - 2015) - Beau Bridges (* 1941) - Jeff Bridges (* 1949) - Lloyd Bridges (1913 - 1998) - Edmond O'Brien (1915 - 1985) - Matthew Broderick (* 1962) - Vlastimil Brodský (1920 - 2002) - Adam Brody (* 1979) - Adrien Brody (* 1973) - James Brolin (* 1940) - Charles Bronson (1921 - 2003) - Albert Brooks (* 1947) - Mel Brooks (* 1926) - Pierce Brosnan (* 1953) - Clancy Brown (* 1959) - Joe E. Brown (1892 - 1973) - Daniel Brühl (* 1978) - Yul Brynner (1915 - 1985) - Edgar Buchanan (1903 - 1979) - Horst Buchholz (1933 - 2003) - Detlev Buck (* 1962) - Vicco von Bülow (* 1923) - Poul Bundgaard (1922 - 1998) - George Burns (1895 - 1996) - Richard Burton (*1925 - 1984) - Steve Buscemi (* 1957) - Walter Buschhoff (* 1923) - Lando Buzzanca (* 1935) - Gabriel Byrne (* 1950) |

## Actrițe
|  | Listă de actrițe \| \| Listă de actori \| Liste alfabetice de actori și actrițe \| Listă de actrițe A - B - C - D - E - F - G - H - I - J - K - L - M - N - O - P - Q - R - S - T - U - V - W - X - Y - Z |